# Calathea argyrophylla
Calathea argyrophylla är en strimbladsväxtart som först beskrevs av Jean Jules Linden och Karl Heinrich Koch, och fick sitt nu gällande namn av Liberty Hyde Bailey och Charles Percival Raffill. Calathea argyrophylla ingår i släktet Calathea och familjen strimbladsväxter. Inga underarter finns listade.